# Coccinella difficilis
Coccinella difficilis – gatunek chrząszcza z rodziny biedronkowatych.

## Taksonomia
Gatunek ten opisany został po raz pierwszy w 1873 roku przez George’a Roberta Crotcha. Jako miejsce typowe wskazał on Utah.

## Morfologia
Chrząszcz o wysklepionym, w zarysie szeroko-owalnym ciele długości od 5 do 6 mm. Głowa jest czarna z dwiema wyraźnie odseparowanymi jasnymi plamkami między oczami. Przedplecze jest na wierzchu czarne z jasnymi plamami w kątach przednio-bocznych; środek jego przedniej krawędzi zawsze pozostaje czarny. Na spodzie przedplecza leży jasna, mała, prawie trójkątna plama brzuszna sięgająca ku tyłowi do od ⅓ do 3/5 zasięgu plamy grzbietowej. Pokrywy mają ubarwienie żółtawopomarańczowe do czerwonego z czarnym wzorem obejmującym plamę przytarczkową, parę plam środkowych i parę plam tylnych. Od plam środkowych oddzielona może być jeszcze para małych kropek, ale wówczas jest ona przesunięta w kierunku dogłowowym i nie leży w jednej linii z plamami środkowymi. Brak na pokrywach przepaski przynasadowej czy plam barkowych, a szew pokryw jest czerwony. Przedpiersie ma wąski i płaski wyrostek międzybiodrowy z parą żeberek bocznych. Odnóża środkowej i tylnej pary mają po dwie ostrogi na goleni. Pazurki stóp mają zredukowane ząbki. Genitalia samca są symetrycznie zbudowane.

## Występowanie
Gatunek nearktyczny, endemiczna dla w zachodniej części Stanów Zjednoczonych. Znany jest z Oregonu, Idaho, Montany, Wyoming, północnej Kalifornii, Nevady, Utah, Kolorado i północnej Arizony.